# Унтермайтинген
Унтермайтинген (нем. Untermeitingen) — община в Германии, в Республике Бавария.
Община расположена в правительственном округе Швабия в районе Аугсбург и непосредственно подчиняется управлению административного сообщества Лехфельд, являясь его центром.
По данным на 31 декабря 2015 года:
- территория — 1603,19 га;
- население — 6686 чел.;
- плотность населения — 417,04 чел./км²;
- землеобеспеченность с учётом внутренних вод — 2397,83 м²/чел.

## Население
По оценке на 31 декабря 2015 года население общины Унтермайтинген составляет 6686 чел. 

| Дата      | 1840 | 1871 | 1900 | 1925 | 1939 | 1950 | 1961 | 1970 | 1987 | 2011 |
| --------- | ---- | ---- | ---- | ---- | ---- | ---- | ---- | ---- | ---- | ---- |
| Население | 611  | 615  | 893  | 929  | 1530 | 2164 | 3278 | 2639 | 3853 | 6282 |

| Год       | 1960 | 1970 | 1980 | 1990 | 2000 | 2009 | 2010 | 2011 | 2012 | 2013 | 2014 | 2015 |
| --------- | ---- | ---- | ---- | ---- | ---- | ---- | ---- | ---- | ---- | ---- | ---- | ---- |
| Население | 4179 | 2933 | 4475 | 4528 | 6339 | 6440 | 6482 | 6296 | 6409 | 6489 | 6527 | 6686 |